# Nakamura-ku
Nakamura-ku (中村区?) è uno dei sedici quartieri amministrativi della città di Nagoya, in Giappone.